# HBXIP
Protein tương tác protein X của virus viêm gan B (tiếng Anh: Hepatitis B virus X-interacting protein) là protein ở người được mã hóa bởi gen HBXIP.
Gen HBXIP mã hóa một protein liên hợp đặc hiệu với đầu C của protein X trong virus viêm gan B (hepatitis B virus X protein, HBx). Chức năng của protein này là điều hòa âm tính hoạt động của HBx và hệ quả là biến đổi vòng đời nhân bản virus.

## Tương tác
HBXIP có khả năng tương tác với NCOA6.